# ワンガリ・マータイ
ワンガリ・マータイ（Wangari Muta Maathai, 1940年4月1日 - 2011年9月25日）は、ケニア出身の女性環境保護活動家、政治家。ノーベル賞受賞者。
2004年12月10日、「持続可能な開発、民主主義と平和への貢献」により、環境分野の活動家およびアフリカ人女性として史上初のノーベル平和賞を受賞した。また、ナイロビ大学初の女性教授となった人物でもある。関西学院大学、早稲田大学、青山学院大学、お茶の水女子大学、創価大学名誉博士。
名前は出身エスニックグループのキクユの言葉で Wangarĩ Maathai と表記される場合もあるが、これをキクユ語読みすると [waŋɡaɾe maːðai] となるため、より原語に近いカナ表記はワンガレ・マーザイとなる。

## 略歴
1940年、ケニア中部のニエリの農家の娘として生まれ、アメリカ、カンザス州のベネディクティン・カレッジ卒業後、ピッツバーグ大学で修士号、ナイロビ大学で博士号（獣医学）を取得し、1971年にはナイロビ大学教授に就任した。1977年にグリーン・ベルト・ムーブメントを設立して土壌の浸食と砂漠化を防止する植林活動を開始し、1986年にアフリカン・グリーン・ベルト・ネットワークへ改称後、アフリカ大陸全土で植林活動を行い、民主化や持続可能な開発の推進に取り組んだ。
独裁政権下にあったケニアにおいて、公然と政権を批判したことで数度の逮捕と投獄を経験。男尊女卑が根強かった当時のケニア国内においては、その自己主張と信念の強さを持つ異色の女性であったがゆえに、コントロール不可能であると夫が国に訴え離婚させられた経験も持つ。1997年にはケニアの大統領選挙に立候補しようとしたが、所属政党の説得により断念。
2001年、オーストラリアのキャンベラで開催された「グローバル・グリーンズ」の第一回大会において、アフリカの現状についてスピーチした。
2002年に国会議員となり、2003年から環境・天然資源・野生動物省の副大臣を務め、ケニア・マジンジラ緑の党を設立して代表も務めた。2005年3月28日、アフリカ連合経済社会文化会議の初代議長に選出された。2007年実施のケニア国会議員総選挙で落選した。
2005年2月14日から10日間、京都議定書関連行事出席のため来日した際、日本語の「もったいない（モッタイナイ）」という言葉を知って感銘を受ける。同年3月の国連女性地位委員会では出席者全員と「もったいない」と唱和した。同年より「MOTTAINAI」キャンペーンを展開する。
2006年のトリノオリンピックの開会式ではオリンピック旗を掲揚する際の旗手を務めた。2009年5月にはケニアの岩谷滋雄特命全権大使から旭日大綬章の伝達を受け、同年12月には国連平和大使に任命された。
2011年9月25日、ケニアの首都ナイロビの病院で卵巣がんにより死去。71歳没。同月28日、ケニアのキバキ大統領は生前の功績を称え国葬とすることを決め、10月8日にナイロビ市内のウフル公園で国葬が行われた。葬儀は「木を使わないで」という遺言に従い、特製の棺に納められガスによる火葬に付された。

## ノーベル平和賞

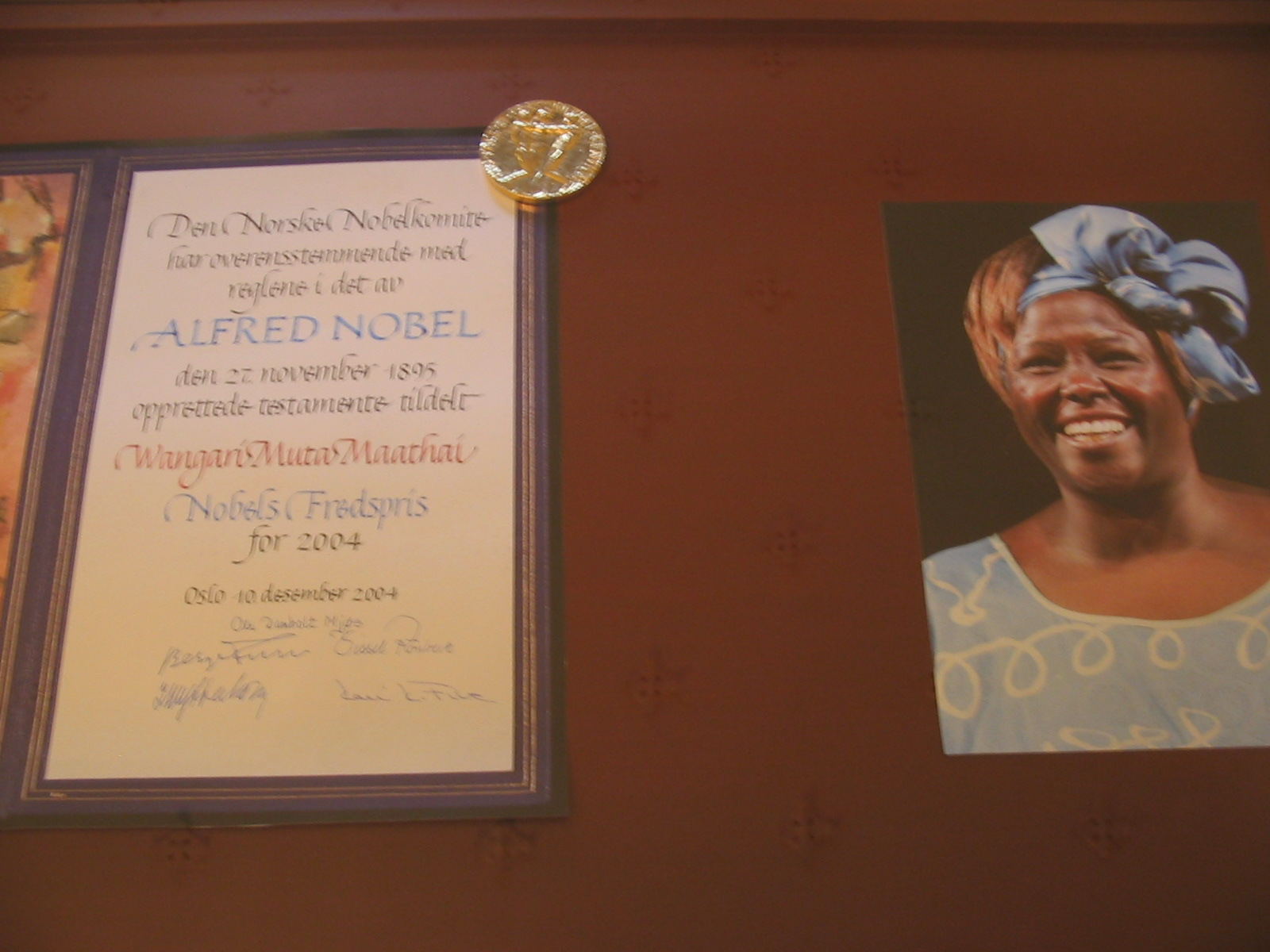
ノーベル平和賞の賞状

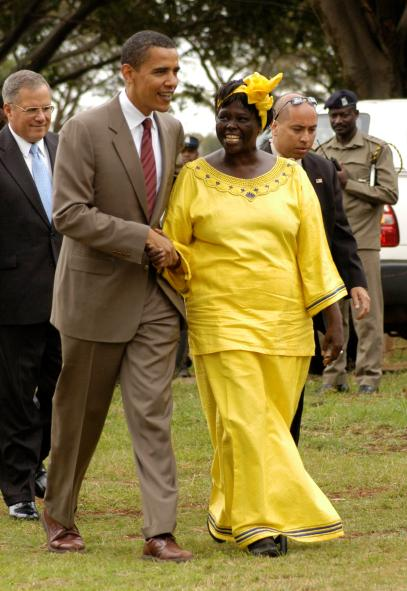
マータイと上院議員時代のバラク・オバマ（ナイロビ）

ノルウェー・ノーベル委員会は、2004年度のノーベル平和賞受賞者を発表する席で次のようにコメントした。「マータイは、ケニアの圧政的な前政権に対し果敢にも立ち上がり、彼女のユニークな運動は政治的抑圧に対して国内、また国際的にも注意を引くのに貢献した。彼女は民主的権利への運動の中で多くの人々にとってインスピレーションとなり、また特に女性の地位向上を促すのに勇気を与えた」。
ノーベル平和賞受賞の報告を受けての席上で、マータイは、エイズウイルス陰謀説のうちの一つである「HIVウイルスは生体工学の産物であり、アフリカにおいて西洋の科学者によって、黒人を懲らしめるために大量破壊兵器としてばら撒かれた」との主張に対して賛成するようなコメントをした。その後マータイは自らの見解を、2004年10月10日付TIMEマガジンヨーロッパ版にて明らかにした。
授賞式のスピーチではこれまでの活動を振り返ると同時に、アフリカの同胞に対し紛争や貧困を減らし生活の質を向上させるため共に努力することを呼びかけ、またアウンサンスーチーの軟禁解除を訴えた。

## 受賞した賞
- 1984年、ライト・ライブリフッド賞（正しい生計賞 - もうひとつのノーベル賞とも呼ばれる賞）
- 1987年、Global 500 Roll of Honour
- 1991年、ゴールドマン環境賞
- 1993年、アフリカ賞、Edinburgh Medal
- 2004年、ペトラケリー賞、ソフィー賞、ノーベル平和賞
- 2006年、レジオンドヌール勲章
- 2007年、World Citizenship Award、インディラ・ガンディー賞
- 2009年、旭日大綬章[10]

## 著作
- UNBOWEDへこたれない ワンガリ・マータイ自伝（小池百合子訳、小学館）
- モッタイナイで地球は緑になる（福岡伸一訳、木楽舎）